# Cala Nova (Eivissa)
Cala Nova és una cala a prop de la localitat d'Es Canar a l'illa d'Eivissa. Molt visitada, ja que està menys urbanitzada que la d'Es Canar.

## Característiques
Té una amplada mitjana entre 30 i 40 m, de longitud té 250 m totals. La platja de Cala Nova té serveis com restaurants, lloguers de velomars, para-sols, hamaques, banys, quioscs i aparcaments. També té llocs on allotjar-se, també està la Creu Roja, també hi ha serveis que netegen la platja.
La seva arena és fina i de color daurat. Les seves aigües són cristal·lines i tranquil·les.
Les seves coordenades són, 39° 00° 28,18°N, 1° 34° 53,82°E.

## Com arribar-hi?
Des d'Eivissa agafant la PM 810 fins Santa Eulària, una vegada allí agafar direcció Es Canar i veure la indicació de Cala Nova.